# Паям (административное деление)
Паям — вторая по величине административная единица после округов в Южном Судане. Требуется, чтобы паямы имели минимальное население 25 000 человек. Они далее подразделяются на различное количество бома. По состоянию на 2017 год в Южном Судане насчитывалось 540 паямов и 2500 бома. Административная единица была введена НОДС и формализована на Национальном съезде Нового Судана. Эквивалентной единицей в соседних Кении и Уганде является округ.